# エティエンヌ＝ニコラ・メユール

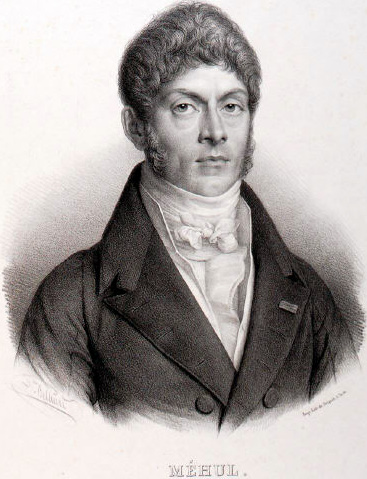
エティエンヌ＝ニコラ・メユール

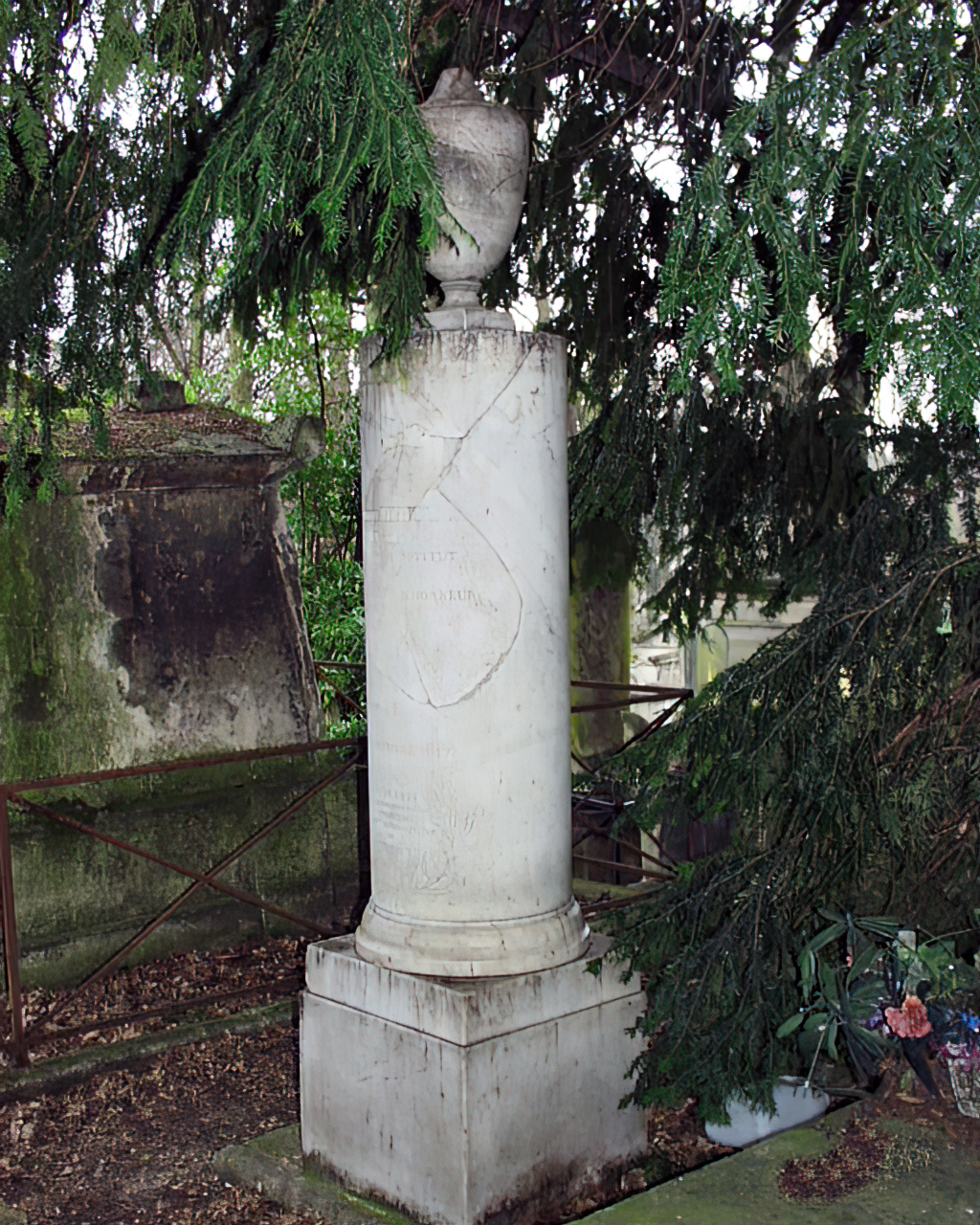
パリの彼の墓

エティエンヌ・アンリ・メユールあるいはエティエンヌ・ニコラ・メユール（Étienne Henri Méhul / Étienne Nicolas Méhul, 1763年6月22日 - 1817年10月18日）はフランスの作曲家。

## 生涯と作品
アルデンヌ県のジヴェに生まれる。実家があまりに貧しかったために正規の音楽教育を受けられず、地元の貧しい盲目の教会オルガニストに音楽の手ほどきを受けた。それでもメユール少年は才能ゆえに、わずか10歳でレコレの女子修道院のオルガニストに採用されるほどだった。1775年に、ドイツ人の音楽家ヴィルヘルム・ハンザーが、ジヴェから数マイル離れたラヴァルデューの男子修道院のオルガニストに採用されると、メユール少年は時々ハウザーの許に学びに通った。
1778年にさる将校に連れられパリに行き、クラヴサン奏者のジャン・フレデリック・エデルマンに入門する。1781年の最初の器楽曲の試みが成功しなかったため、声楽曲や劇音楽に注意を向けるようになる。修業中のメユールに、グルックが助言を与えたとも言われている。
グラントペラ座（Grand Opéra）に自作の歌劇《コラとアロンソCora et Alonzo 》を上演してもらおうと6年がかりで骨を折るも幾度も挫折。だが、オペラ＝コミック座に《ウフロジーヌとコラダンEuphrosine et Coradin 》を提出すると、受理され1790年に上演され、たちまちメユールの名声を確固たるものとした。歌劇《ストラトニースStratonice 》は1792年の上演で熱狂を巻き起こした。後にこの作品は、ベルリオーズの高評を得、とりわけ序曲が称賛された。その後のオペラ上演はあまり成功しなかったが、極めて優れた3作《アンリ4世の青春時代La jeunesse d'Henri IV 》《ユータールUthal 》《ジョゼフJoseph 》によって、オペラ作曲家としての名声はさらに高まることとなった。《ユータール》はヴァイオリンなしのオーケストラのために作曲されている。
メユールは、パリ音楽院の四人の督学官のうちの一人となるが、この任務はつねに、早期学習の不十分さを自覚させるものだった。《ティモレオンTimoléon 》と《アリオダンAriodant 》（1799年）と、《ビオンBion 》が相次いで発表された。ケルビーニとの共作で《エピキュロスEpicure 》を作曲。次のオペラ《L'irato, ou l'emporté 》（1801年）は、第一統領ナポレオン・ボナパルトに献呈されるも上演は失敗に終わった。
メユールは24曲の歌劇のかたわらで、1808年から1810年までの間、たくさんの（しばしばナポレオンの依頼による）革命政府の記念歌のほか、カンタータや4つの交響曲を作曲した。《交響曲 第1番 ト短調》は、1830年代後半のライプツィヒ・ゲヴァントハウス管弦楽団の演奏会でもメンデルスゾーンの指揮でとり上げられ、シューマンを含む聴衆によって絶賛された。この作品は、ベートーヴェンの《交響曲 第5番》と同じ年に作曲されただけでなく、（第1楽章の不協和で怒るような雰囲気や、第3楽章のピッツィカートなど）様式的にも共通点が認められ、シューマンが、果たしてメユールはベートーヴェンを知っていたのかと訝ったほどである。しかしながら、19世紀初頭にフランスで人気のあった、ハイドンとモーツァルトの交響曲の影響を独自に消化した部分も散見され、特に《交響曲 第2番 ニ長調》は、祝賀的な雰囲気においてこの二人との精神的な結びつきがいっそう明確である。
メユールは胸を患うようになって健康を崩し、1817年にパリに没した。ペール・ラシェーズ墓地に埋葬され、同時代の巨匠ゴセックのそばで眠っている。メユールの作品は多くの作曲家、とりわけドイツ人作曲家に影響を与え、中でもヴェーバーやヴァーグナーの名を挙げることができる。

## 主要作品
- ピアノ曲 
  - 3つのピアノ・ソナタ 作品1 (1783年)
  - 3つのピアノ・ソナタ 作品2 (1788年)

- 管弦楽曲
  - おどけた序曲 Ouverture burlesque (1794年)
  - 吹奏楽のための序曲 Ouverture pour instruments à vent (1794年)
  - 序曲《アンリ青年の狩》 Ouverture, La Chasse du Jeune Henri (1797年)
  - 交響曲 第1番 ト短調 (1808年)
  - 交響曲 第2番 ニ長調 (1809年)
  - 交響曲 第3番 ハ長調 (1810年)
  - 交響曲 第4番 ホ長調 (1810年)

- 声楽曲
  - 門出の歌 Chant du départ (1794年)
  - 勝利の歌 Chant des Victoires (1794年)
  - 荘厳ミサ曲 Messe Solennelle pour soli, chœurs et orgue (1804年)
  - 偉大なる軍の期間の歌 Chant du retour pour la Grande Armée (1808年)
  - ナポレオン像除幕式のための歌 Chant lyrique pour l'inauguration de la statue de Napoléon (1811年)

- バレエ
  - パリスの審判 Le Jugement de Pâris (1793)
  - La Dansomanie (1800)
  - アマゾネス Les Amazones ou la Fondation de Thèbes.

- 歌劇
  - ウフロジーヌとコラダン Euphrosine et Corradin ou le Tyran corrigé (1790)
  - アロンソとコーラ Alonzo et Cora (1791)
  - ストラトニース Stratonice (1792)
  - 若きアンリ Le jeune Henri (1797)
  - アリオダン Ariodant (1799)
  - アドリアン Adrien (1799)
  - L'Irato ou l'Emporté (1801)
  - 愚挙 Une Folie (1802)
  - Le trésor supposé ou Le danger d'écouter aux portes (1802)
  - ジョアンナ Joanna (1802)
  - エレナ Héléna (1803)
  - トレドの二人の盲人聾者 Les deux Aveugles de Tolède (1806)
  - ユータール Uthal (1806)
  - ジョゼフ Joseph (1807)
  - ガブリエル・デストレーあるいはアンリ4世の恋 Gabrielle d'Estrées ou Les Amours d'Henri IV (1806)
  - La Journée aux aventures (1816)
  - ミラノのヴァレンティヌス Valentine de Milan (1822)